# 방글라데시
방글라데시 인민공화국( - 人民共和國, 벵골어: গণপ্রজাতন্ত্রী বাংলাদেশ 고노프로자톤트리 방라데시, 영어: People's Republic of Bangladesh 피플스 리퍼블릭 오브 뱅글러데시[*]) 또는 방글라데시(벵골어: বাংলাদেশ 방라데시, 영어: Bangladesh 뱅글러데시[*], 문화어: 방글라데슈)는 남아시아에 있는 인민공화국으로서 인도, 미얀마 그리고 벵골만에 인접해 있다. 인도의 서벵골주와 더불어 벵골어를 쓰는 지역에 속한다. 국명은 벵골어로 "벵골의 땅" 또는 "벵골의 나라"를 뜻한다. 주요 도시로는 다카, 치타공, 실렛, 마이멘싱 등이 있다.

## 역사
현재 방글라데시라 불리는 지역에는 예부터 문명이 발달하였다. 현재 방글라데시는 벵골 지방의 동쪽에 해당한다. 기원전 4세기 마우리아 왕조부터 6세기 굽타 제국까지 수많은 왕조의 속령이었다. 불교 사원에서 기원전 7세기에 문명이 존재했음이 입증된 이 사회 구조는 기원전 11세기까지 거슬러 올라간다고 추측되지만 확실한 증거는 뒷받침되지 못했다. 초기 문명은 불교와 혹은 힌두교의 영향을 받고 있었다. 북부 방글라데시에 남아있는 유적에서 이러한 영향을 추측할 수 있다.
8세기 중엽에 팔라 제국이 세워졌고, 불교 왕조가 번영했다. 1000년경 무슬림들은 벵골 지역에 있는 힌두와 불교 왕국을 침략하여 왕권을 장악하였다. 또한 이들은 벵골 동부의 대다수 주민을 무슬림로 개종시켰으며, 서부 벵골지역에도 소수 무슬림 사회가 형성되었다. 그로부터 이슬람은 이 지역의 역사와 정치에 중요한 역할을 하였다. 12세기에는 힌두계의 세나 왕국으로 대체되었으며, 13세기에 접어들어 이슬람으로 바뀌었다.
16세기에는 무굴 제국이 성립하여 상공업의 중심지로 발전했다. 11세기 세나 왕조에서 16세기 (무굴 제국에 편입된 1574년) 동안 벵골어가 발달했다. 이 무렵, 벵골 경제 성장에 따라 밀림이 많았던 동벵골 개발이 시작되어 이슬람 지역을 중심으로 개발이 진행되어 갔다. 16세기 후반에 동벵골에서 무슬림이 다수파가 되어 갔다. 또한 17세기 중반에는 무슬림 농민 집단이 눈에 띄게 급증하였다.
15세기 후반 벵골지역에 도착한 첫 유럽인은 포르투갈 상인과 선교사들이었다. 뒤를 이어 네덜란드, 프랑스, 동인도회사가 잇달아 벵골에 나타났다. 18, 19세기 동안 영국은 점차 인도의 캘커타에서부터 벵골에까지 그들의 상업적, 정치적 세력을 마쳤다.

### 영국령
19세기 후반 영국은 지배하의 인도에서 다수 힌두교도인들을 통제하기 위해 소수 무슬림들을 우대하여 이간질 하였고 이로 인하여 힌두교와 무슬림 사이에 적대관계가 형성되었다. 이후 양 진영에서는 각각 자신들을 대표하는 당을 만들고 영국왕실의 지배에서 벗어나 자치권을 찾고자 노력하였으나 무슬림들의 정치적, 사회적, 경제적 권리를 보장해주는 방법을 찾는 데는 서로 합의를 보지 못하였다.
무슬림들의 당(黨)인 전인도무슬림연맹(All-India Muslim League)은 1935년 인도에서 첫 선거에 패배한 후 1940년 이슬람인들이 주류를 이루는 지역을 독립주로 선언하였다. 그 후 이로 인하여 캘커타 등지에서 대규모 폭력사태가 발생하기도 하였다. 1947년 인도가 자치권을 회복하고 벵골지역을 종교에 의해 무슬림인의 동파키스탄과 힌두교인의 서벵골로 분리하였다.

### 인도령 동벵골
영국령 인도는 1947년 독립을 달성했지만, 종교 문제로 인해 힌두교 지역은 인도, 이슬람 지역은 인도를 사이에 두고 동서로 나뉜 파키스탄으로 분리 독립하게 되었다. 동벵골(1947년 - 1955년)은 파키스탄에 참여를 결정했다.

### 파키스탄령 동파키스탄
두 개의 파키스탄이 성립하면서 현재 방글라데시 지역은 동파키스탄이 되었다. 양 지역간 인구는 그다지 차이가 없었지만, 경제와 문화 등이 크게 달랐으며, 또한 인도에서 1000 km 이상 떨어진 국토였다. 이 차이는 곳곳에서 마찰을 일으켰다. 가장 먼저 문제가 일어난 것은 언어의 차이였다. 벵골어로 거의 통일된 동파키스탄과는 달리, 서파키스탄은 우르두어 공용어화를 결정했기 때문에 충돌이 일어났다. 이것은 벵골어와 우르두어의 공용어화에서 결론이 나지 않았지만, 정치적으로 우세한 서파키스탄에 치우친 정책이었다. 1970년 12월 선거에서 인구가 많은 동파키스탄의 아와미 연맹이 선거에서 승리하면서 서파키스탄 중앙 정부는 의회 개회를 연기한 후, 1971년 3월에는 군이 개입하여 동파키스탄 수뇌부를 구속하였다. 이것은 동서 파키스탄 대립의 결정적 원인이 되었으며, 동파키스탄은 독립을 시도하여, 서파키스탄(현재의 파키스탄)과 내란이 벌어지면서 방글라데시 독립 전쟁이 일어났다. 서파키스탄과 대립하고 있던 인도가 동파키스탄의 독립을 지지하였고, 또한 제3차 인도-파키스탄 전쟁이 인도의 승리로 끝나자, 방글라데시 독립 전쟁을 거쳐 1971년에 방글라데시의 독립이 확정되었다.
정치, 경제적으로 어려움을 겪고 있는 파키스탄 내에서 벵골의 무지부르는 그들의 권리와 이익을 신장하기 위하여 아와미 연맹(Awami League, 약칭 AL)을 만들었다. 그 후 무지브는 AL의 대표로서 벵골 자치운동을 벌였다. 1970년대 무지브는 파키스탄 정부에 의해 체포되고 AL당은 활동이 금지되었다. 1971년 3월 26일 파키스탄군의 유혈 진압에 맞서 벵골 애국주의자들은 독립된 방글라데시 공화국을 선포하였다.
그 후 파키스탄군과 벵골 자유 투사들 간의 전투가 가열되자(방글라데시 독립 전쟁) 1,000만 명에 이르는 힌두교를 믿는 벵골인들이 인도의 아삼, 서벵골 등지로 피신하였다. 인도의 지원 속에 결국 1971년 12월 16일 파키스탄 군대는 항복하고 ‘벵골 국가’라는 뜻의 방글라데시가 탄생하였다.

### 독립과 무지부르 라흐만 정권
독립 후 아와미 연맹의 셰이크 무지부르 라흐만이 총리가 되었다. 인도에서 독립 이전부터 이슬람을 기치로 한 파키스탄 정부와 원주민의 사이는 나빴으며, 주마는 파키스탄 편입을 처음부터 원하지 않았기 때문에 긴장 상태가 이어졌고, 방글라데시가 1971년 독립하면서 이 상황은 더욱 악화했다. 따라서 원주민은 1972년 〈치타공 구릉지 인민 연대 연합 협회〉(PCJSS)라는 정당을 만들고 이듬해부터 PCJSS 산하 샨티 바히니(Shanti Bahini)와 방글라데시 군대가 내전 상태에 빠져들었다. 내전과 홍수로 인한 경제의 피폐로 1975년에 쿠데타가 발생하여 무지부르 라흐만이 암살된다.

### 지아우르 라흐만
그 후 군부에서 지아우르 라흐만 소장이 대통령이 되었다. 1979년 이후 방글라데시 정부의 정책에 의해 벵골인이 치타공 구릉지대에 많이 정착하게 되었으며, 치타공 구릉지대에서 주마와 벵골인들의 비율은 거의 1 대 1이되었다.

### 에르샤드 정권
1981년 군 내부의 쿠데타로 지아우르 라흐만 대통령이 암살당하고, 1983년 12월 후세인 모하마드 에르샤드 중장이 다시 군사 정권을 수립했다. 1988년에는 치타공 구릉지의 카루나푸리 강 상류에 국내 유일의 수력 발전소 (230MW)인 카프타이 댐을 건설함으로써 10만 명의 주민을 강제로 퇴거시키고, 2만 가구가 미얀마에, 4만 명이 인도에 각각 난민으로 이주했다. 에르샤드 정권은 민주화 운동에 의해 1990년에 퇴진하였다.

### 민주화
1972년 헌법에 의해 방글라데시는 의회 민주주의 국가가 되었으나 그 후 약 30년간 정치적인 혼란과 부정이 만연했는데 13명의 행정 수반 중 초대 대통령 셰이크 무지부르 라흐만과 후계자 지아우르 라흐만 등 2명이 암살당했고 쿠데타가 4번 이상 일어났다. 그 뒤 2번의 적법적인 정권 교체가 있었으나, 이슬람 테러라는 국가적인 위험이 지금까지도 계속되고 있다.
1991년 총선에서 중도 우파 세력인 방글라데시 민족주의당(BNP, Bangladesh Nationalist Party)이 아와미 연맹(AL, Awami League)을 꺾고 BNP 당수인 칼레다 지아가 최초의 여성 총리에 취임했다. 1991년 총선이 실시된 이후는 민주적 선거로 선출된 정부가 통치하고 있다. 치타공 구릉지 분쟁은 20년간 지속된 후 1992년에 휴전을 하였고, 1997년에는 평화 협정이 체결되었지만, 근본적인 문제가 남아있어 충돌이 계속되고 있다.
1996년 헌법 개정으로 전 대법원장을 수장(총리 고문)과 비정당 선거관리 행정부(Non-Party Care-Taker Government)가 도입되었다. 이 제도는 현직 내각이 선거 활동에 간섭하거나 투표 결과를 조작하는 직권 남용 방지를 위해, 의회 해산 후 임명된다. 1996년 6월 총선에서는 아와미 연맹이 다시 승리를 거두며, 셰이크 하시나가 두 번째 여성 총리로 취임했다.
2001년 10월 1일에 실시된 총선거에서는 BNP 등의 야당 연합이 여당인 AL에 압승을 거두며, 칼레다 지아가 다시 총리로 취임하였다. 경제 건설을 중시하고 온화한 개혁을 호소하여, 도시 시민들의 지지를 받은 것으로 알려졌다.

### 군정
2002년 9월 6일에 예정되어 있던 대통령 선거는 후보자가 원래 다카 대학의 교수였던 이아쥬딩 아메드 1명 뿐이었기 때문에 투표없이 당선되었다.
2006년 10월, 군의 압력으로 칼레다 지아가 이끄는 BNP 정권이 퇴진하고 아메드 선거 관리 내각(임시정부)가 발족했다. 임시정부는 부패의 근절과 이슬람 과격파 대책에 임하고 있다. 2007년 1월 11일에 총선거가 예정되어 있었지만 정당이 대립하며 정세가 악화되어, 총선이 이듬해 2008년으로 연기되었다. 이아쥬딩 아메드 대통령은 국가비상사태를 선언함과 동시에 전역에 통행금지령을 내렸다.
방글라데시는 2008년 12월 17일 0시 1분부터 국가 비상사태를 해제했다. 2년간의 비상사태가 해제된 후 방글라데시에서 7년 만에 처음 치러진 87%의 선거율을 기록한 총선에서 셰이크 하시나 현 총리가 이끄는 연정이 의회 총 300석 중 245석을 확보한 가운데, 제1 야당은 31석을 얻는 데 그쳤다.

## 자연 환경

### 지리
인도 접경과 갠지스강 삼각주 지역은 지대가 낮지만 미얀마 국경으로 가까워 질수록 지대가 높아진다. 지리적으로 비옥한 갠지스강 삼각주 지대에 위치하고 있다.
인도반도의 북동쪽 겨드랑이에 위치하기에 방글라데시의 동쪽 국경은 인도차이나반도와 접할 것 같지만, 국경선의 95%는 인도와 접하여 대부분의 방향에서 인도에 싸여져 있다. 남동쪽 말단 일부만 미얀마와 접한다.
방글라데시 국토의 대부분은 인도 아대륙의 벵골만 부근에 형성된 삼각주이다. 이 삼각주를 크고 작은 하천이나 칼이라는 수로가 거미줄처럼 뻗어 있다. 소택지와 정글이 많은 저지대이며, 정글은 벵골호랑이의 서식지로 알려져 있다. 북쪽은 히말라야산맥 남쪽 기슭부, 실롱 고원(메가라야 고원), 동쪽은 트리푸라 언덕과 치타공 구릉, 서쪽은 라쥬모호르 구릉에 둘러싸여 있으며, 남쪽은 벵골 만에 접해있다. 동부 및 동남부에 해발 100 ~ 500m의 구릉이 펼쳐진다.

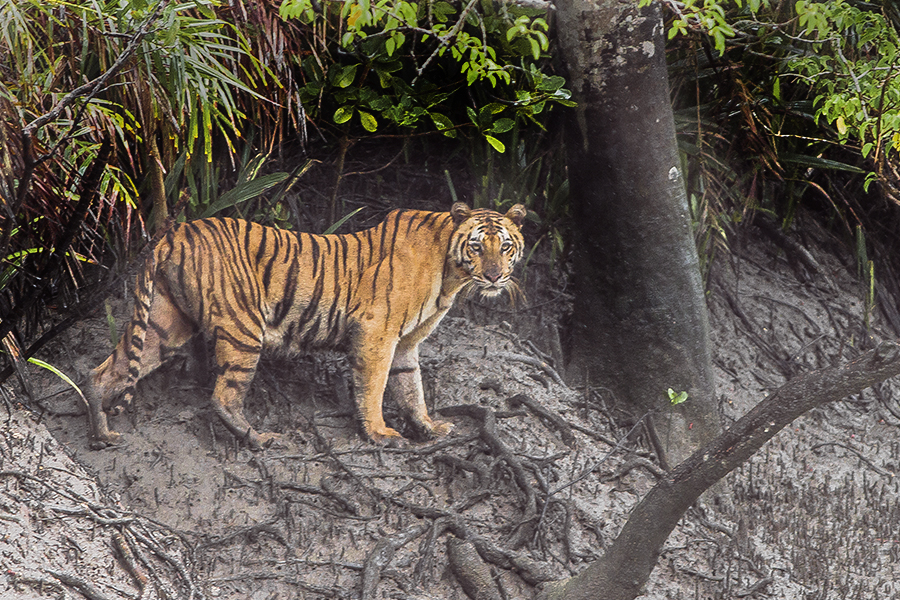
동물: 벵골호랑이

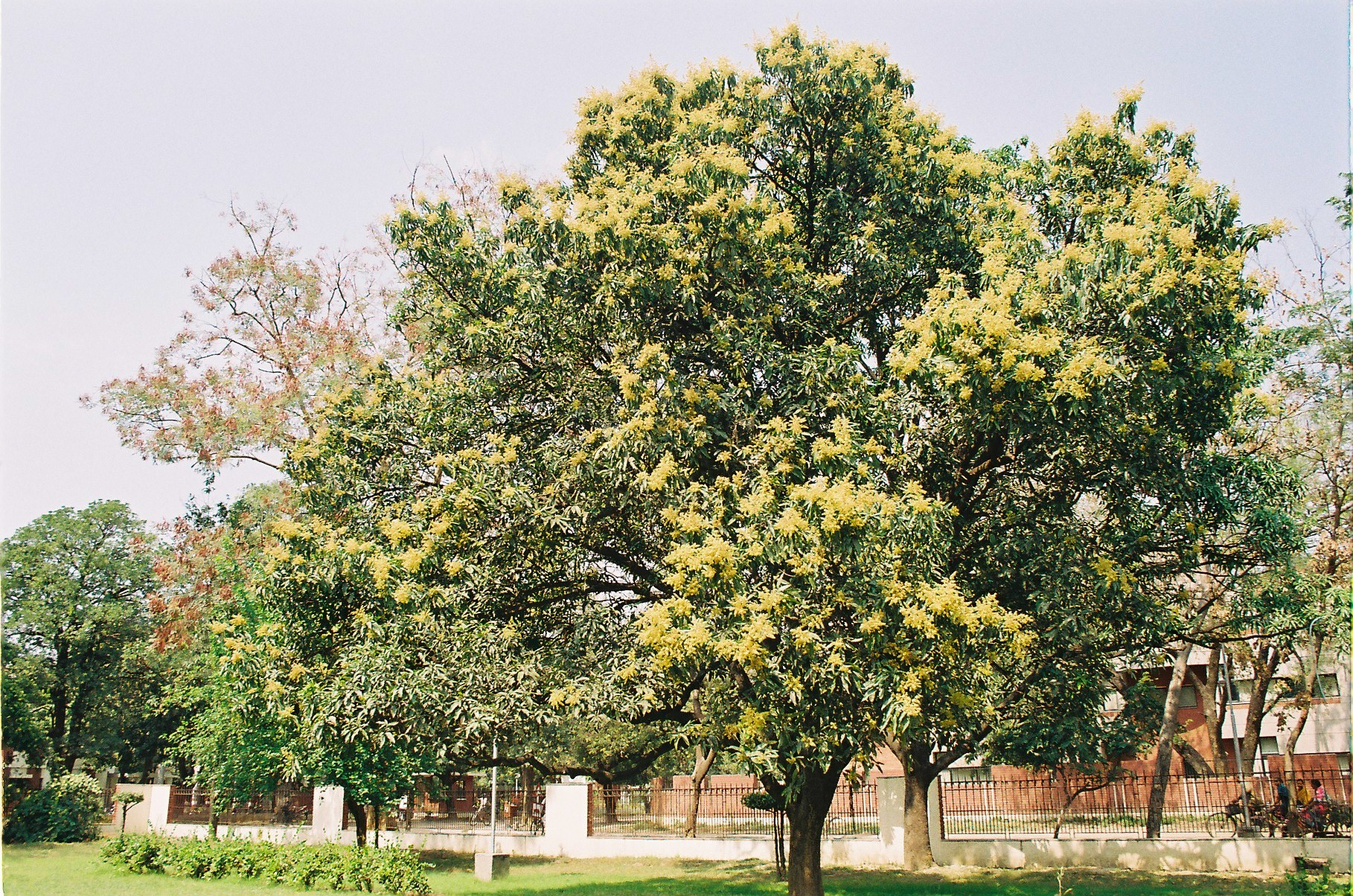
나무: 망고(Mango)

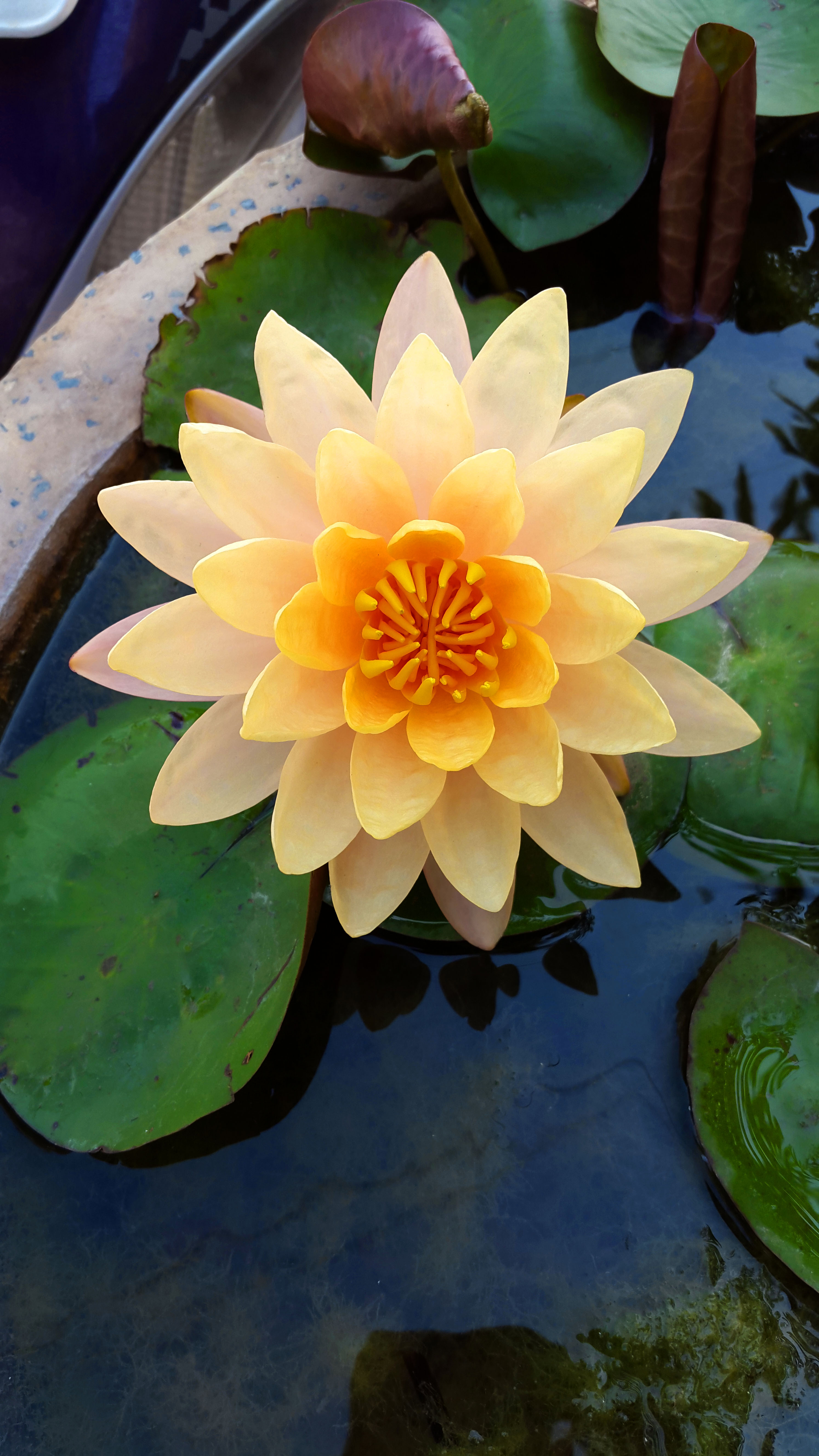
국화: 수련

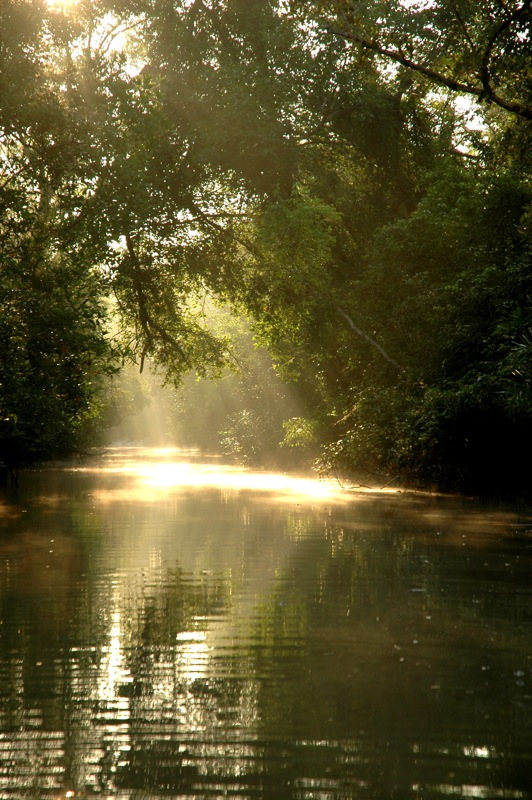
방글라데시 최대의 정글 전둥 반

히말라야에 수원과 서쪽에서 갠지스 강(벵골어로 폿다강), 북쪽에서 브라마푸트라강이 계곡의 거의 중앙에 합류해, 최하류에서 메그나강에 합류하여 유역 면적 173만km2의 삼각주를 만들고 있다. 삼각주는 매우 인구 밀도 가 높다. 방글라데시의 토양은 비옥하고, 수원이 풍부해 논경작에 알맞지만, 홍수와 가뭄에 취약하여, 하천이 종종 범람해 많은 피해를 미친다. 국내의 구릉지는 남동부의 치타공 구릉지(최고 지점: 케오쿠라돈산, 1230m)와 실렛주에 한정된다.
북회귀선에 가까운 방글라데시는 열대 기후로, 10월부터 3월까지 겨울은 온난하다. 여름은 3월부터 6월에 걸쳐 고온다습한 시기가 이어지며, 6월부터 10월까지는 몬순이 내습한다. 거의 매년 이 나라를 강타하는 홍수, 사이클론, 토네이도, 해일과 같은 자연 재해는 일시적인 피해에 머무르지 않고, 삼림 벌채, 토양 열화, 부식 등의 원인이 되면서 더욱 큰 피해를 미치고 있다.
국내 최대의 도시는 수도인 다카이다. 다른 주요 도시는 치타공, 쿨나, 라지샤히이다. 치타공의 남쪽에 위치한 콕스 바자르는 세계에서 가장 긴 천연의 해변으로 알려져 있다.

### 기후
세계에서 가장 덥고 비가 많이 오는 지역 중 하나이다. 매년 몬순 홍수와, 사이클론(열대 저기압)이 있다.

## 행정 구역
방글라데시는 8개의 주(division)로 구성되어 있으며 주의 명칭은 각 주의 주도 이름을 따서 붙여졌다. 방글라데시에서 주 다음에 해당하는 행정 구역은 구(zila, districts)이며 방글라데시에는 64개의 구가 있다. 이것은 다시 우파질라(upazila, subdistricts) 또는 타나(thana)로 나뉜다.
| 주         | 벵골어 | 2011 인구   | 면적 (km2) | 인구 밀도 2011 (명/km2) | 주도               |
| ---------- | ------ | ----------- | ---------- | ----------------------- | ------------------ |
| 바리살주   | বরিশাল   | 8,325,666   | 13,297     | 626                     | 바리살 (328,278)   |
| 치타공주   | চট্টগ্রাম | 28,423,019  | 33,771     | 841                     | 치타공 (2,592,439) |
| 다카주     | ঢাকা     | 36,054,418  | 20,594     | 1,751                   | 다카 (7,033,075)   |
| 쿨나주     | খুলনা    | 15,687,759  | 22,272     | 704                     | 쿨나 (663,342)     |
| 마이멘싱주 | ময়মনসিংহ | 11,370,000  | 10,584     | 1,074                   | 마이멘싱 (407,798) |
| 라지샤히주 | রাজশাহী   | 18,484,858  | 18,197     | 1,015                   | 라지샤히 (449,756) |
| 랑푸르주   | রংপুর    | 15,787,758  | 16,317     | 960                     | 랑푸르 (343,122)   |
| 실렛주     | সিলেট    | 9,910,219   | 12,596     | 780                     | 실렛 (479,837)     |
| -          |        | 144,043,697 | 147,570    | 976                     |                    |

### 주요 도시
| 순위 | 시         | 인구 (2011 센서스) |
| 1    | 다카       | 7,033,075          |
| 2    | 치타공     | 2,592,439          |
| 3    | 쿨나       | 663,342            |
| 4    | 나라양간지 | 543,090            |
| 5    | 실렛       | 479,837            |
| 6    | 퉁기       | 476,350            |
| 7    | 라지샤히   | 449,756            |
| 8    | 보그라     | 350,397            |
| 9    | 바리살     | 328,278            |
| 10   | 코밀라     | 326,386            |

## 정치

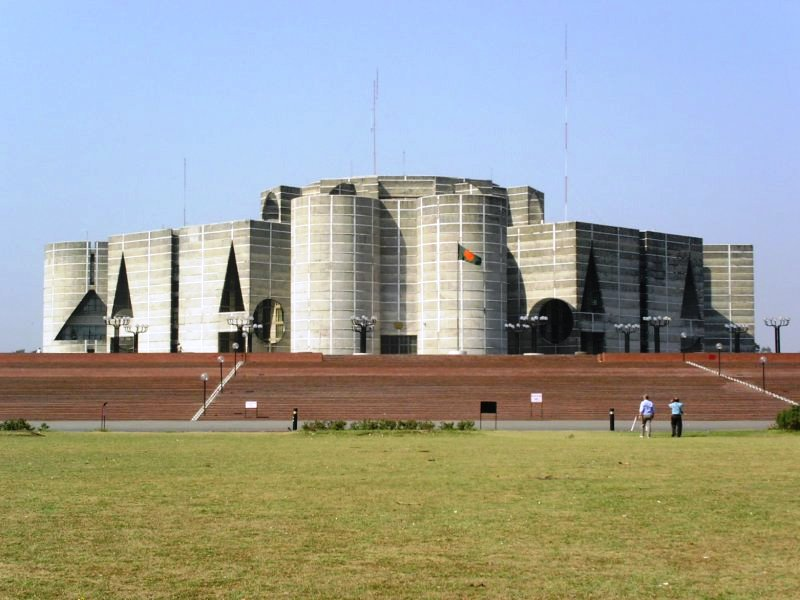
방글라데시의 국회의사당, 자티요 상샤드 브하반

1991년 헌법이 개정되어 대통령을 상징적 존재로 원수로하는 의원 내각제가 확립되었다.

### 원수
구 영국 식민지로 영국 연방에 가입하고 있지만, 총독을 두지 않고 원수는 대통령이다. 대통령은 원칙적으로 의례적 직무 만을 수행하는 상징적인 지위이다. 임기는 5년으로 국민 의회에서 선출된다. 그러나 의회와 정부가 대립하면서, 정치적 혼란이 일어나면 의회를 해산하고 임시 정부를 발족시킬 권한이 있다.

### 행정
방글라데시의 빈곤의 원인으로 정부의 허약한 통치력을 들 수 있다. 부패가 심해, 2011년 부패인식지수는 2.7로 세계 120위에 위치하며 2003년의 1.2보다 훨씬 개선되었지만 아직도 낮은 지위에 있는 것은 변함 없다. 또한 지방 행정이 약하고, 이로 인해 행정이 원활하게 이뤄지지 않는다. 그것을 보조하는 형태로 각종 NGO가 다수 존재하여 개발 기능을 담당하는 형태가 되고 있다. 특히 아시아 최대라고 하는 NGO의 BRAC나 노벨평화상을 받은 적이 있는 그라민 은행 등이 규모도 크고 유명하다.

### 입법
의회는 단원제로 자티야 상샤드(국회)라고 부른다. 전체 300석이며, 임기 5년 소선거구제로 선거에 의해 선출된다. 또한 입법에 여성의 의견을 반영하기 위해 300석 외에도, 여성 전용 30석이 준비되어 있었지만, 2001년 5월에 폐지되었다. 민주화 이후 총선마다 정권이 바뀌었으며, 선거에 의한 정권 교체가 정착되고 있다. 하지만 의회 정치를 담당하는 정당에 문제가 많다. 선거는 대체로 공정하게 치러지지만, 정당이나 정치 풍토에는 문제가 많다. 각 정당은 하부 정치 조직이 있고, 선거 때마다 그들을 동원하여 선거를 펼친다. 선거 종료 후 패배한 정당은 파업이나 시위에 호소함은 물론, 종종 폭동으로 발전하기도 한다.

### 국제 관계
남부 일부를 제외하고 대부분의 국경을 인도와 접경하고 있으며, 인도는 독립 전쟁 때와 독립시 여당 아와미 연맹이 친 인도 정당이기도 했으므로, 독립 초기에는 우호적인 관계였지만, 원래 무슬림과 힌두교의 갈등으로 파키스탄에 편입되었던 역사가 있기 때문에 관계는 이내 소원화되었다. 방글라데시 민족주의당은 약간 반인도적 자세를 취하고 있으며, 반대로 미국과 중국과의 우호 관계를 중시하는 경향이 있다.
최근에는 중국의 존재감이 강해지고 있으며, 중국에서의 수출액은 7년 새 4.5배로 늘었다. 인프라도 방글라데시 최대의 항구 도시 치타공에서 수도 다카로 통하는 간선 도로의 확장 공사를 중국의 지원 아래 길이 190 km 공사 구간 중 70%를 중국 기업이 하청을 받고 있다. 기타, 발전소 건설 및 교량 정비 등 민관공사에 방글라데시에 참여를 강화하고 있다.
방글라데시는 많은 난민을 받아들이기도 했고, 또한 발생시키기도 한 국가이다. 동파키스탄으로 독립했을 때에는 양국으로 많은 난민들이 흘러들어왔으며, 또한 방글라데시 독립 시에도 파키스탄 군의 침공을 피해 100만명 가까운 방글라데시인이 난민이되어 인도로 유입되기도 하였으며, 또한 치타공 구릉지대에서는 정치적 긴장이 계속되고 있어, 이 지역의 불교계 원주민이 인도에 난민으로 유출되고 있다. 한편, 방글라데시는 남쪽 미얀마에서 무슬림 로힝 족 난민을 많이 받아들이고 있다.
방글라데시는 빈곤 국가이기 때문에 세계 각국에서 거액의 경제 원조를 받고있다. 아시아 개발 은행과 미국, 영국, 세계 은행, 유럽 연합 등의 도움을 많이 받기도 한다. 방글라데시는 남아시아 지역협력협의체(SAARC)와 BIMSTEC의 창립 국가이며, OIC와 D-8에 참여하고 있다.

#### 대한 관계
방글라데시는 대한민국·조선민주주의인민공화국 동시수교국이다. 대한민국과는 1973년 12월 18일 외교관계를 수립하였다.

### 군사
군대는 지원병 제도이며, 병력은 약 14만명이다. 방글라데시 군은 PKO에 적극적으로 인원을 보내고 있다. 방글라데시 군은 과거 몇 번이나 군사 정권을 수립하였고, 지금도 정치에 큰 발언권을 가진다. 2006년 BNP 정권을 퇴진시키고 아메드 선거 관리 내각을 발족시켰다.

## 경제

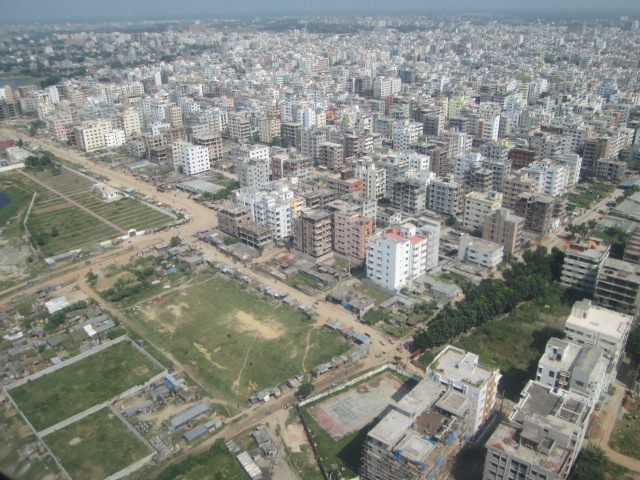
다카, 방글라데시 경제의 중심인 메가 시티

2022년 방글라데시의 GDP는 4600억 달러로 남아시아에서 두번째로 크며, 일인당 GDP는 2734달러이다. 국제 연합 기준에 따라 후발 개도국으로 자리 매김하고 있다. 2026년 저개발국에서 벗어날 것으로 예상된다. 2019년에 아시아 개발 은행이 발표한 자료에 따르면 빈곤층은 국민의 20%를 차지한다.
갠지스 강의 범람으로 형성된 세계 유수의 풍부한 토지를 자랑하며, 외부에서 침략도 끊이지 않았다. 벵골 술탄국 시절 인도양 무역의 중심지 중 하나로 벵골 상인들은 수마트라섬과 브루나이, 중국 사이 무역에 종사했다. 무굴 제국 지배 하에는 모슬린과 비단, 진주 무역의 중심지였다. 인도의 다른 지역에는 쌀과 비단, 목화를, 유럽에는 면직물, 비단, 아편을 수출했다. 18세기 벵골의 실질 임금과 생활 수준은 당시 유럽에서 가장 발달한 영국과 비슷했다. 영국 동인도 회사는 콜카타를 식민지의 중심 도시로 개발했고, 동벵골의 경제 개발은 농업에 집중되었다. 영국은 이 지역에 황마를 재배하도록 했다. 동파키스탄으로 독립한 후에도 농업과 그를 기반으로 한 산업 위주의 경제는 크게 바뀌지 않았다. 서파키스탄 정부는 수입대체 산업화로 소비재 생산을 늘리려 했지만 1960년대 말 전체 수출에서 동파키스탄의 비중은 70%에서 50%로 줄었다.
파키스탄으로부터 독립 후 아와미 리그 주도로 국유화 정책을 펼쳐, 모든 은행과 보험사, 580여개의 공장을 국유화했다. 이러한 정책의 부작용과 독립 전쟁의 후유증으로 인플레이션이 400%에 이르렀다. 방글라데시 정부는 1975년 정책을 바꿔 민간 기업을 장려하고 수출자유지역을 지정했다. 민영화와 외국인 투자 유치는 점진적으로 진행되고 있다. 2009년 이후 연평균 경제 성장률은 6% 이상으로 세계에서 가장 높은 나라 중 하나이다.

### 농업

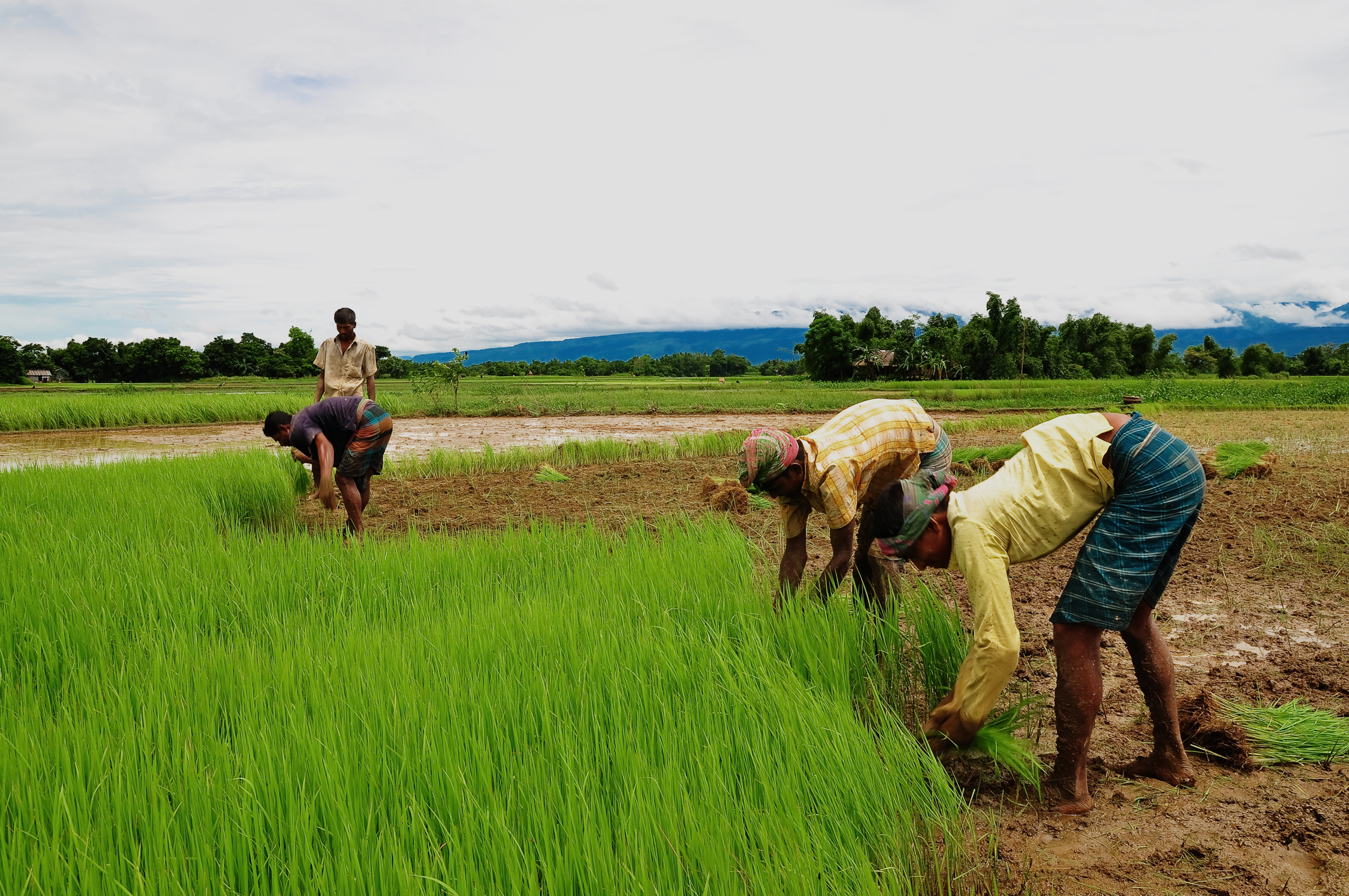
논농사

농업은 2017년 기준 국내 총생산의 14%를 차지하고 전체 노동력의 42%가 종사했다. 방글라데시의 농업은 노동 집약적으로 주요 농산물은 쌀(세계 생산량 4위)과 황마(2위)이다. 옥수수와 채소 재배는 그 중요성이 커지고 있다. 차는 동부에서 재배된다. 그 외 주요 작물에는 감자(세계 생산량 7위), 열대 과일(6위), 양식 수산물(5위) 등이 있다.
방글라데시 벼는 우기 전반에 재배되는 아우도, 우기 후반에 재배되고 수확의 중심이 되고있는 아만도, 건기에 재배되는 보 벼의 3종으로 나뉜다. 기후적으로 이모작과 삼모작도 가능하지만, 건기에는 갠지스강 수위가 낮아지기 때문에 삼모작을 할 수 있는 지역은 한정되어 있었다. 그러나 우물의 보급과 개량종의 보급으로 특히 건기 보 벼의 농업 생산이 크게 증가하고 그에 따라 오스 벼와 아만 벼의 생산도 증가했다. 이에 따라 이모작과 삼모작이 가능한 지역도 증가하고, 쌀 생산량이 크게 증가했다. 이것이 방글라데시의 ‘녹색 혁명’이라 불리는 농업 생산의 현대화 촉진이다. 녹색 혁명은 국가 정책으로 이루어졌지만, 녹색 혁명은 농가의 설비 투자 지출의 증대를 강요했다. 한편 생산량 증대는 그 부담을 채울 때까지 이르지 않는 문제를 안고 있다.
황마는 농산품으로 제2차세계대전과 1940년대 세계생산량의 80%로 정점을 이뤘고, 1970년대조차도 수출 수입의 70%를 차지했다. 그러나 1980년대 이후 폴리프로필렌에 밀려 중요성은 점차 줄어들었다. 황마에 이어 수출 농산품은 홍차이고, 차의 명산지로 알려진 인도 아삼 주에 인접한 북부 실렛 지역에서 주로 재배되고 있다. 19세기에는 쪽(인디고)의 세계적 최대 산지였지만, 화학 염료의 발명과 보급으로 생산은 급감했다.

### 산업
섬유 산업은 독립 이후 방글라데시 최대의 산업이 되었다. 낮은 임금으로 매년 156억 달러의 방직물을 수출하고 있고 이는 방글라데시 전체 수출규모에 80%에 육박한다. 방글라데시는 중국에 이어 두번째로 큰 섬유 수출국이다. 1974년 미국 정부가 신흥공업국에서 수입할 수 있는 섬유 제품을 제한하자, 대우그룹은 1977년 쿼터의 적용 대상이 아니던 방글라데시에 합작 기업인 데시 가먼트를 설립했다. 한국의 대우 공장에서 교육받은 데시 가먼트의 기술자들과 관리자들은 당시 민영화되던 섬유 공장들에 입사하거나 직접 인수했다. 방글라데시의 섬유 수출에도 후에 쿼터가 적용되었지만 섬유 기업들은 적응해서 수출을 계속 늘릴 수 있었다.

## 사회

### 주민
주민은 벵골어를 사용하는 벵골 족이 대부분으로, 인구의 98%를 차지하고 있다. 그 외에도 우르두어를 사용하는 비하르 주 등 인도 출신인 비(非)벵갈인 이슬람교도가 2%를 차지한다. 그 밖에 남동부의 치타공 구릉지대에는 10개 이상의 민족이 존재한다. 이들 중 소수민족인 줌머족의 경우, 방글라데시 정부의 박해를 받고 있어서 대한민국의 일부 줌마족 출신의 이주노동자들은 민중운동으로 이에 저항하고 있다.

### 인구
방글라데시는 싱가포르나 바레인 등 면적이 작은 소규모 국가를 제외하면 세계에서 가장 인구 밀도가 높은 나라이다. 방글라데시의 총 인구수는 2024년 기준으로 약 1억 7356만 2364명으로, 이 수치는 방글라데시보다 영토가 훨씬 넓고 광활한 러시아보다 약 3,300만명 정도가 더 많다(러시아의 인구는 약 1억 4천). 면적은 그리스보다 10% 더 크지만, 인구는 17배로 세계에서 일곱 번째로 많다. 면적 1 km2당 인구는 2024년 현재는 1143 명으로 인도네시아의 자와섬과 비교된다. 인구 폭발이 사회 문제가 되고 있기 때문에 정부는 1992년부터, 산아 제한에 의한 인구 조절을 추진하면서 인구 증가를 억제시키려 하고 있기 때문에 성과가 올라가고 있지만, 인구 문제가 아직 완전히 해결된 것은 아니다.

### 종교

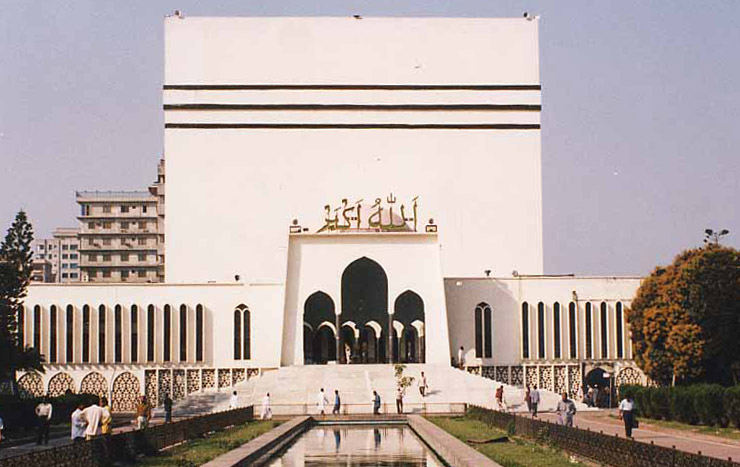
이슬람 바이툴 무카람 사원

종교는 이슬람교가 86.6%, 힌두교가 12.1%, 불교가 1% 크리스트교가0.4% 기타종교가 0.3%이다. 세계에서 무슬림이 많은 국가 중(인도네시아, 파키스탄, 인도)에서는 네 번째로 무슬림 인구가 많은데, 그 수는 무슬림이 소수인 인도의 무슬림 인구보다 조금 적다. 기타 종교에는 불교, 로마 가톨릭, 개신교, 방글라데시 성공회, 부족 종교가 포함된다. 이 나라의 종교 분쟁은 심각하여 같은 무슬림인데도 비하리 부족의 경우 방글라데시 시민권을 거부하여 차별받고 있다. 또한 이슬람에서 기독교로 개종한 기독교인 등의 소수 종교인들도 방글라데시 국민임에도 사회에서 차별을 받고 있다.

### 언어
방글라데시 사람 98% 이상이 벵골어를 모국어로 하며 공용어이다. 문자는 데바나가리 문자와 비슷한 벵골 문자를 이용한다. 유일한 공용어는 벵골어이지만 교육기관에서는 영어 사용도 허용되어 있다. 일부는 미얀마어, 우르두어, 아랍어, 힌디어도 사용된다.
전반적으로 공용어인 벵골어에 대한 자부심이 대단히 강하다. 모국어의 날이 있고, 파키스탄과의 독립전쟁의 계기로 파키스탄의 우르두어의 사용이 강요된 적이 있었다.

### 교육
교육 제도는 초등학교 5년, 중학교 5년, 고등학교 2년 5-5-2제이다. 식자율은 2009년을 기준으로 53.5%로 의무교육은 초등학교 5년간이다. 취학률은 2000년 95%에 달했고, 그에 따라 문맹률도 서서히 개선되었지만, 아동의 퇴학율이 30%에 달해 또한 수업이나 교육환경의 질도 낮아서 아동의 학력향상이 되지 않는 문제가 있다.
방글라데시의 문맹율은 아주 높다. 택시기사들은, 호텔에서 관광객에게 나눠주는 호텔 이름조차 못 읽는 경우가 많으며, 총선거가 실시될 때 벽보나 홍보 책자에 실리는 후보자를 구분하기 위해, 각색의 동물이나 물건(예컨대, 호랑이, 망고, 걸상, 비행기 등)의 그림으로 구분하여 적어야 한다. 방글라데시 민중들에게 배움이 없다는 현실은 곧 정치적, 경제적 부정부패과 비리의 온상이 된다. 현재 방글라데시의 문해율은 47% 정도로 다섯 명 가운데 두 명만 글을 읽을 수 있다.

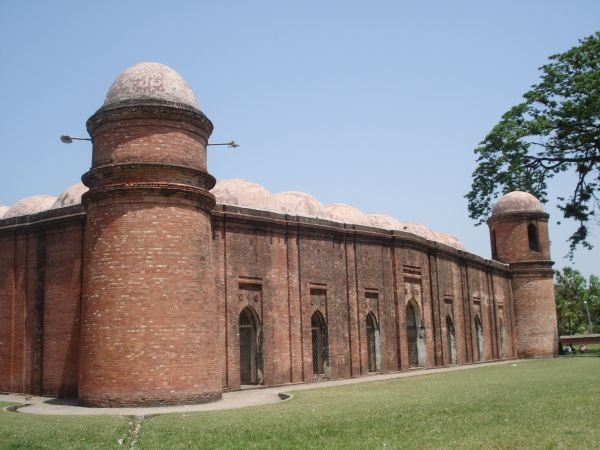
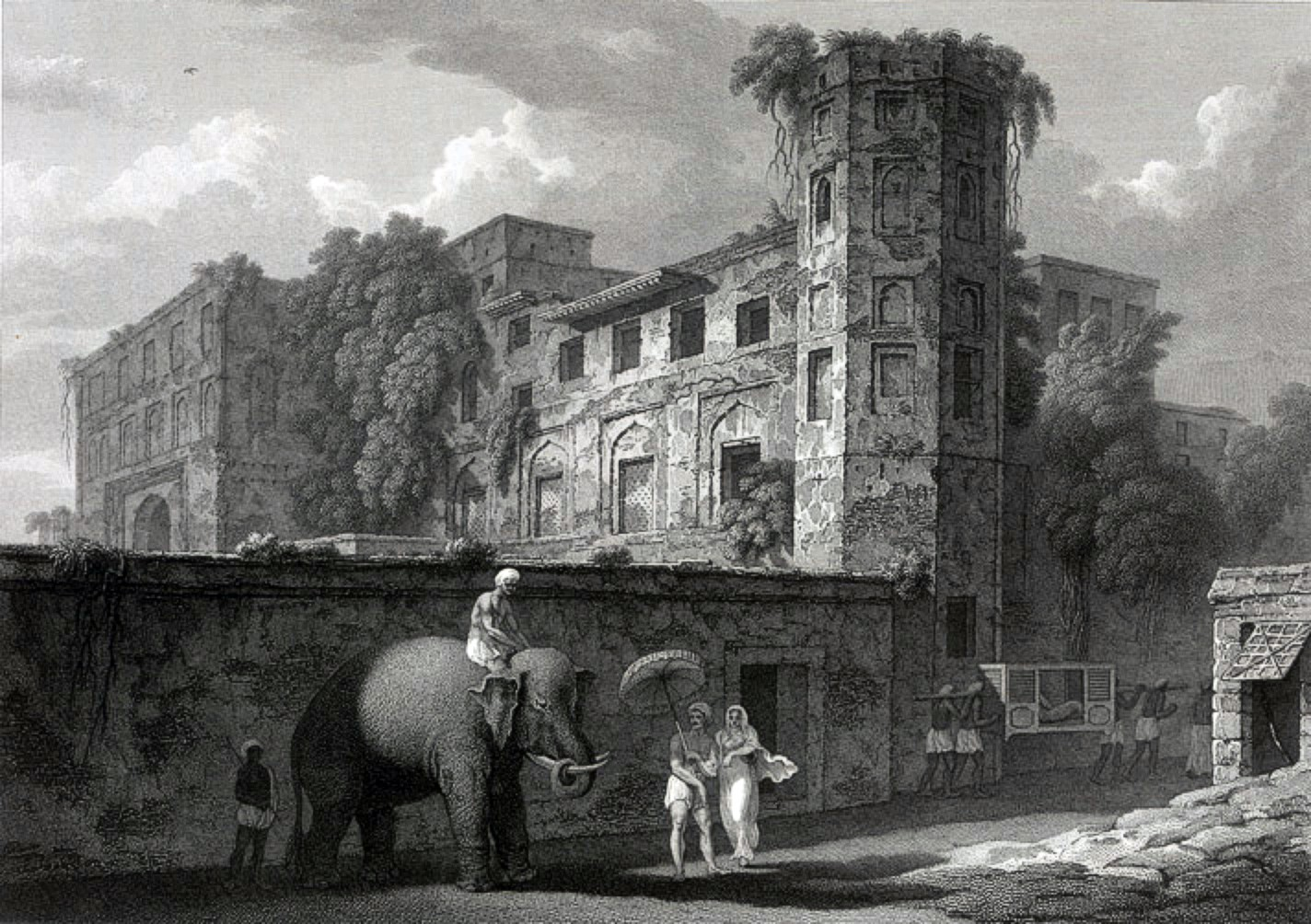
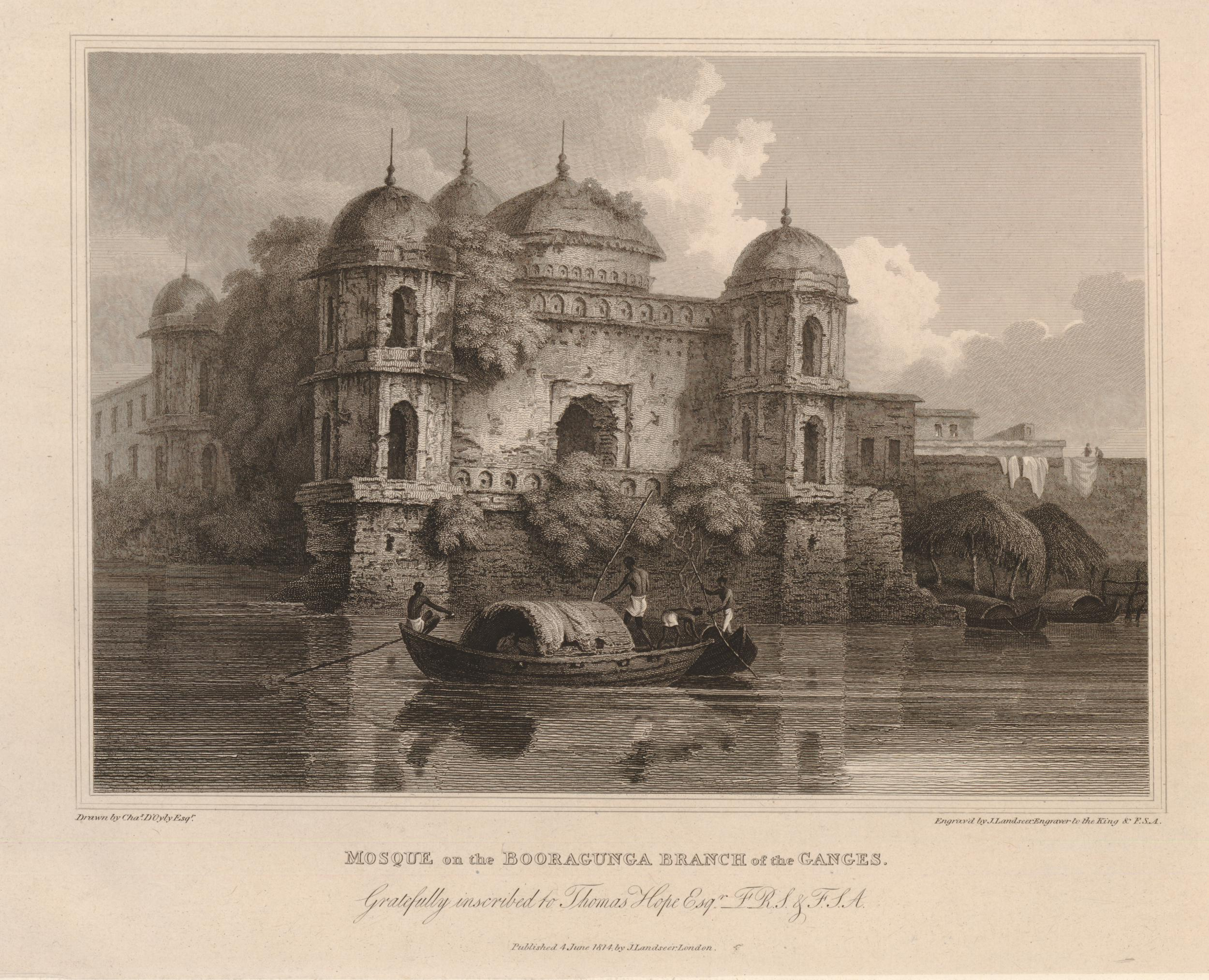
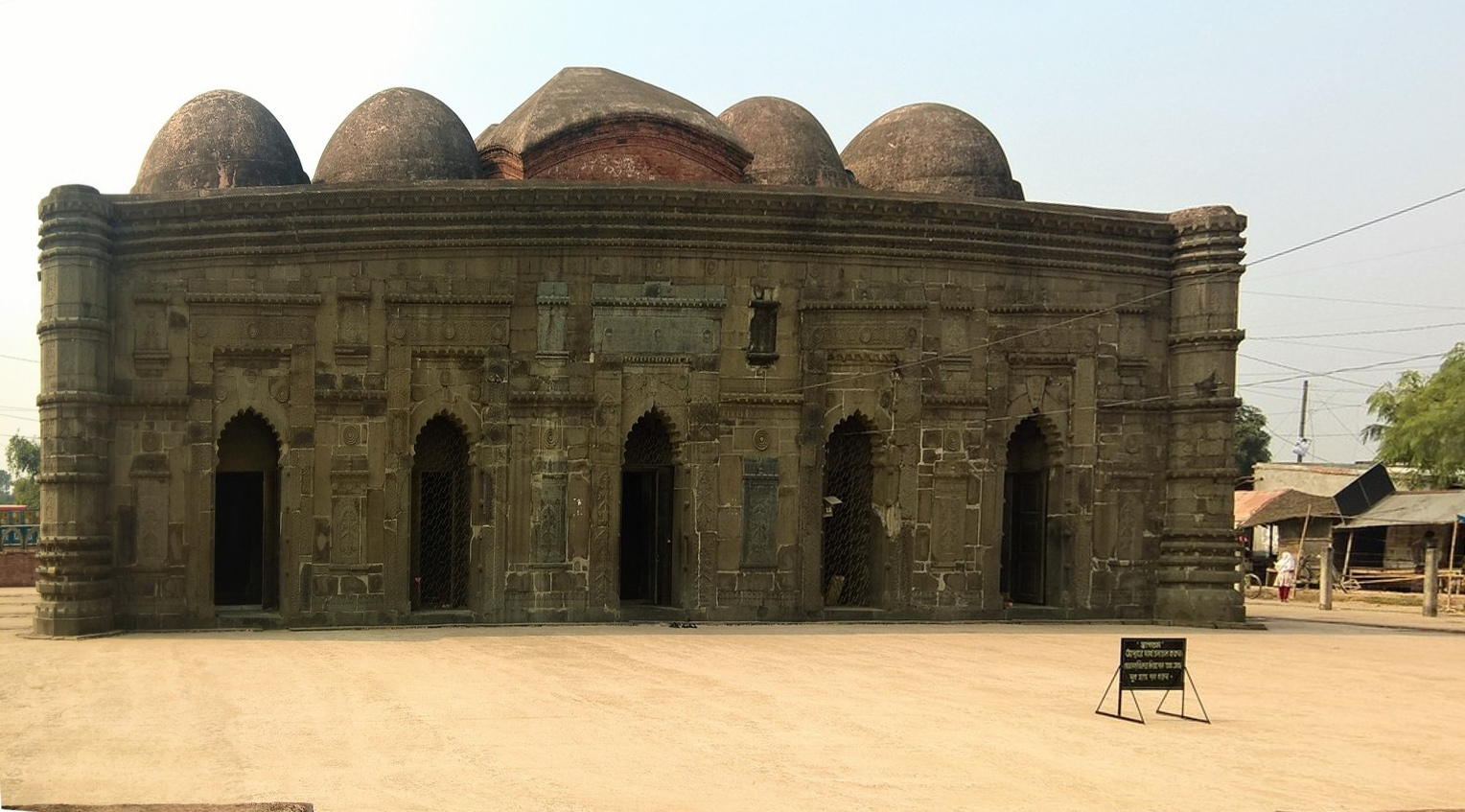
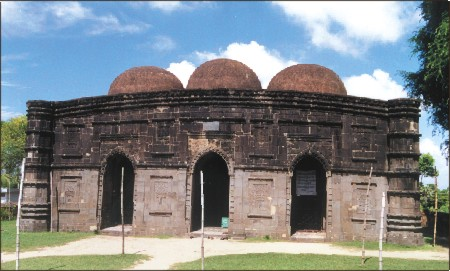
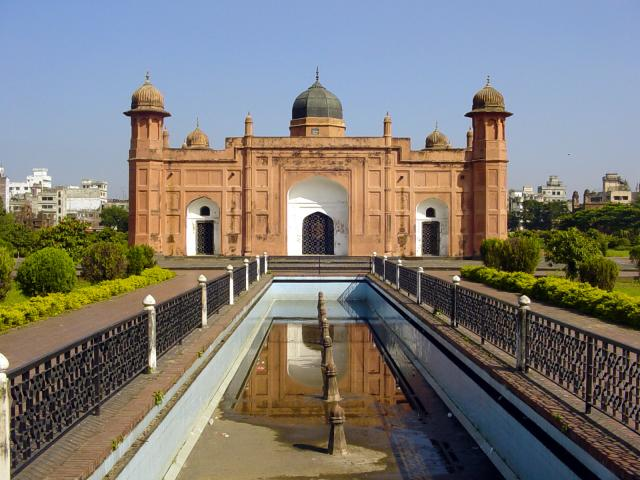
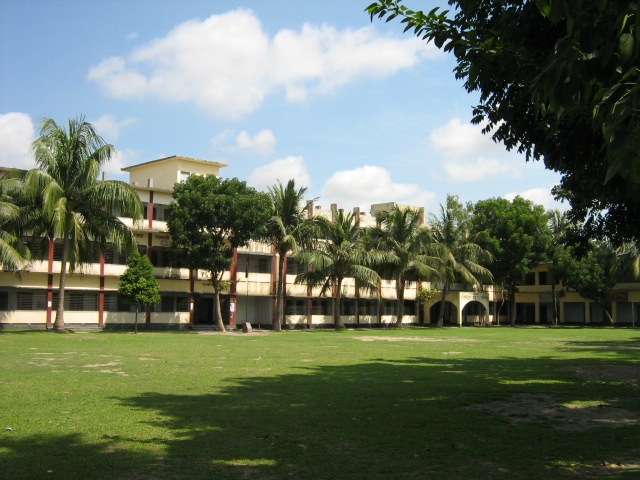
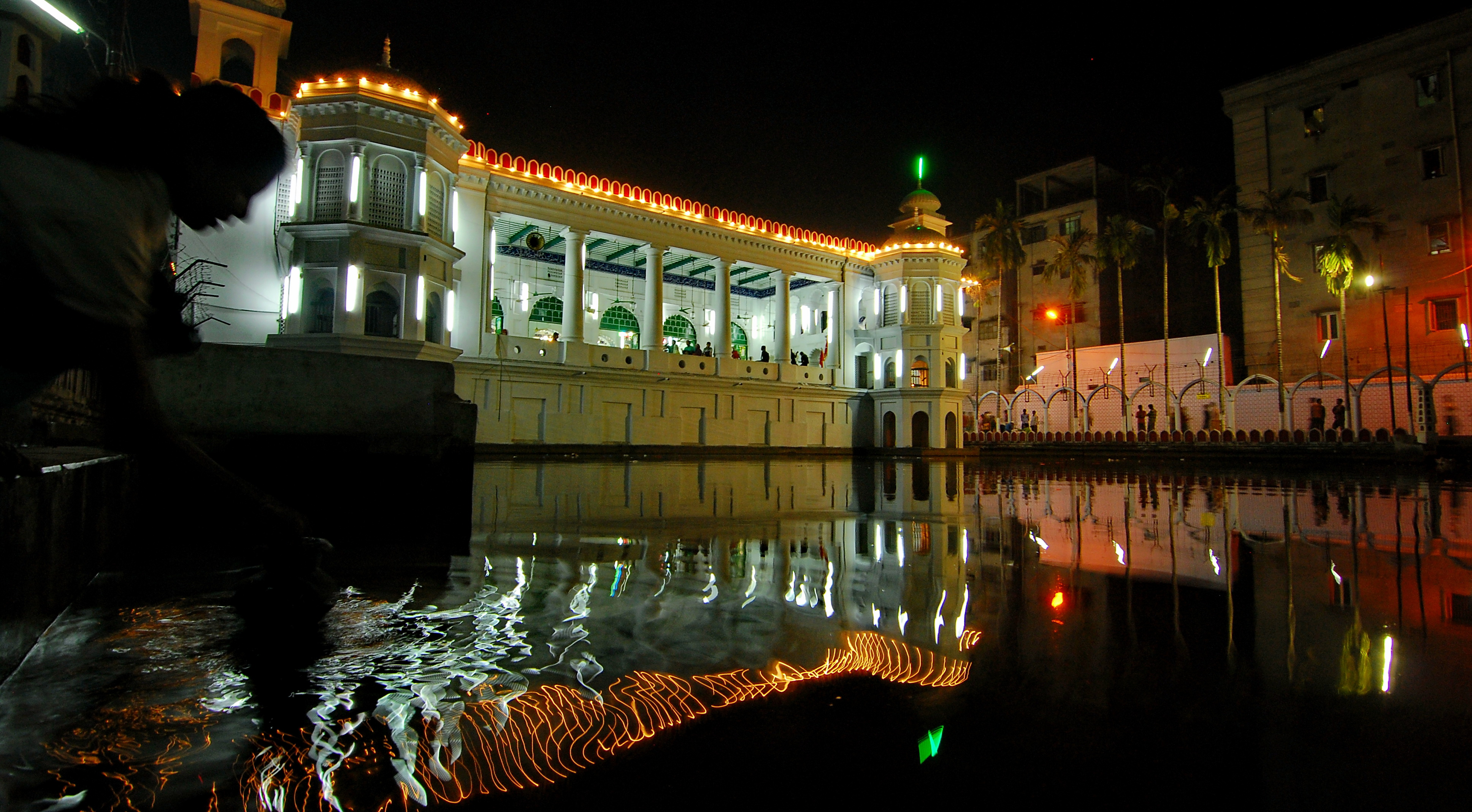
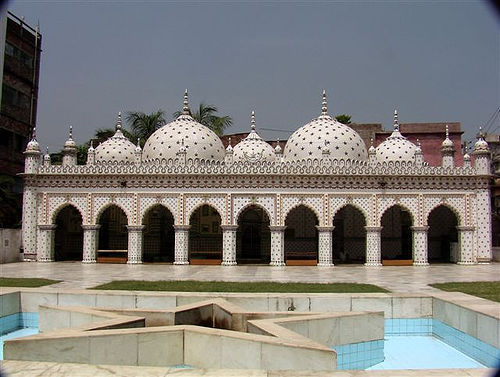
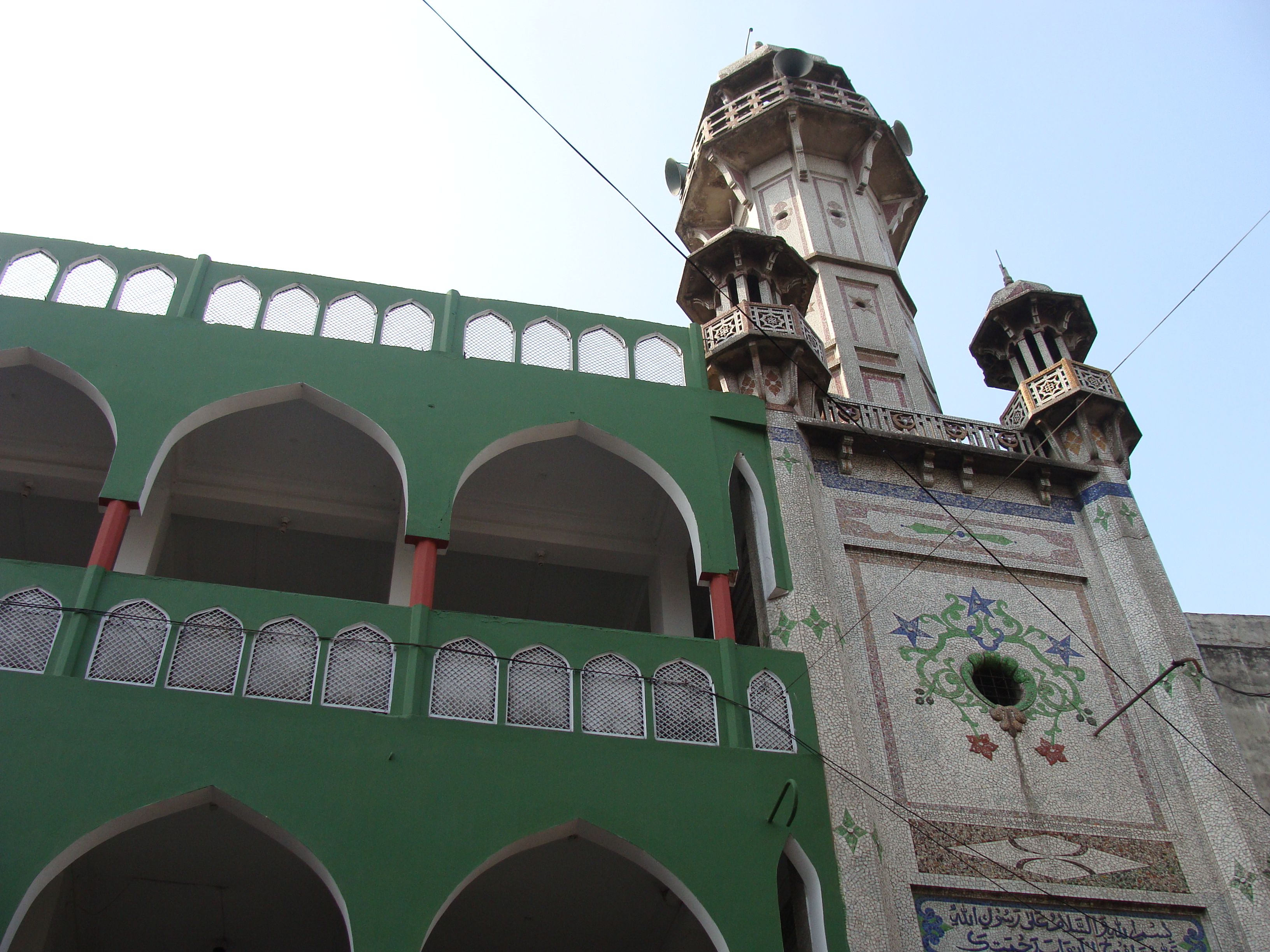
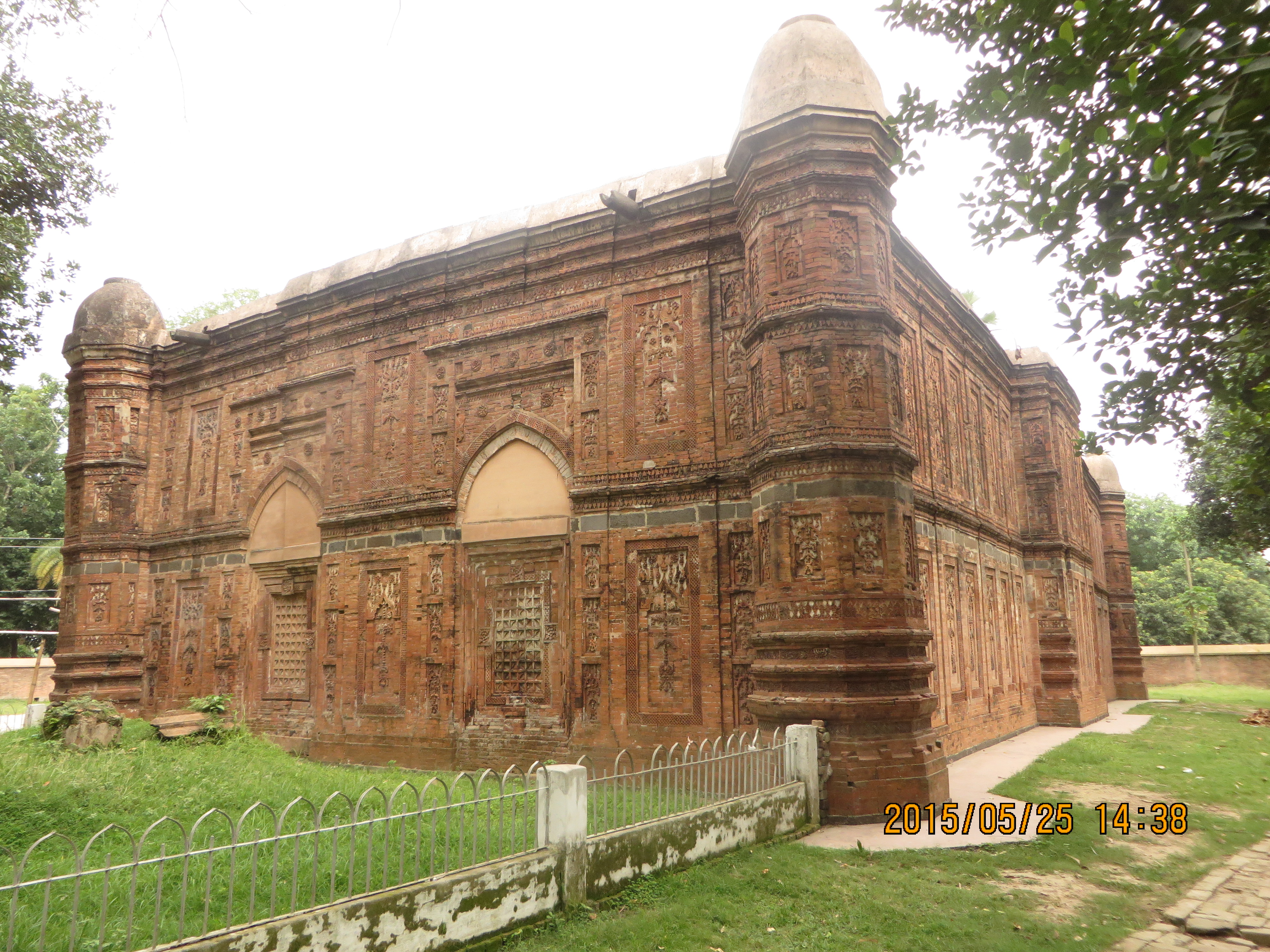

방글라데시 이슬람 건축:

## 교통

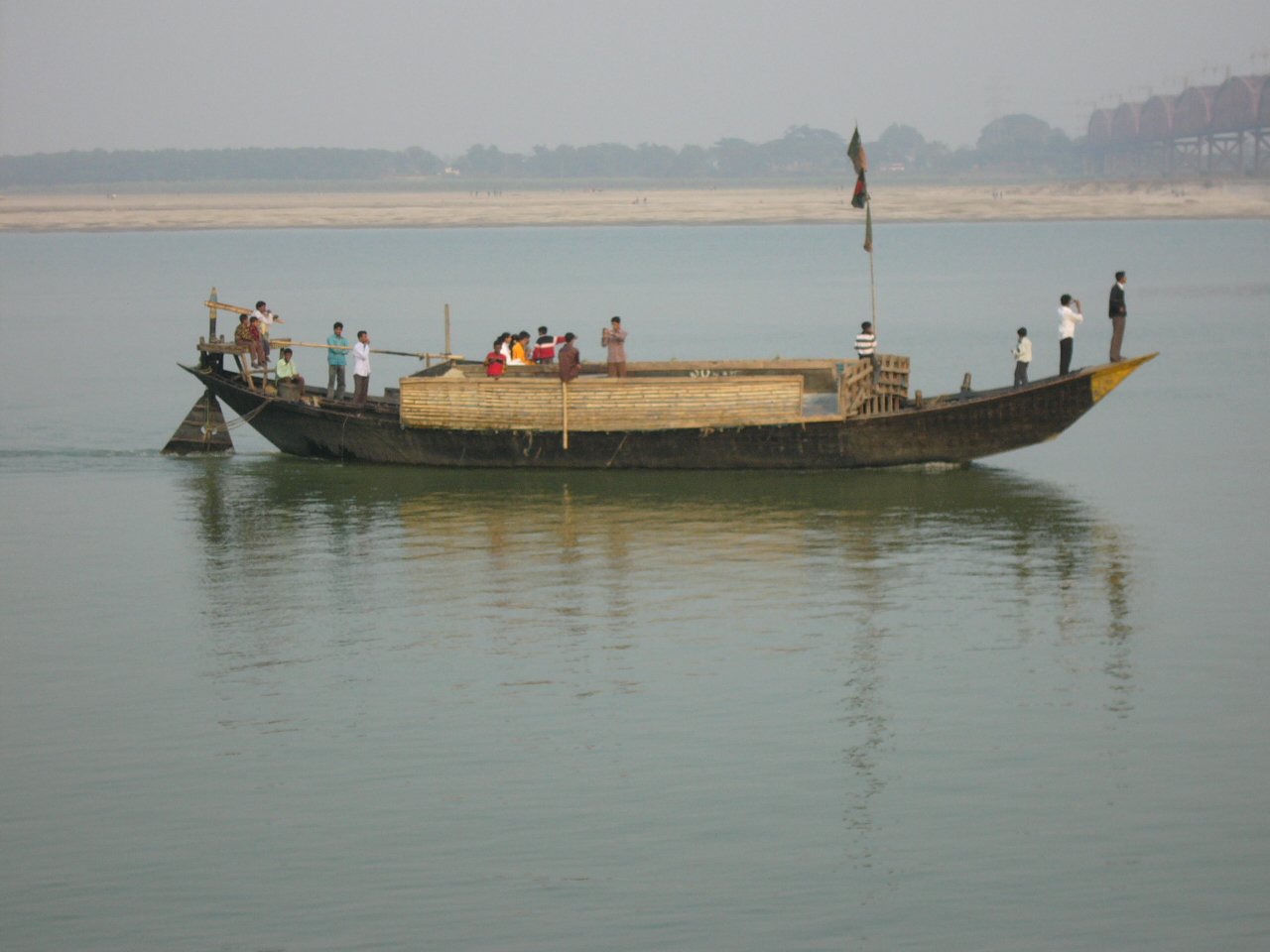
보트는 주요 교통 수단이다.

중요 교통로는 수로이며 약 7,240km 정도에 이른다. 도시와 도시를 이어주는데 여객선과 화물선이 정기적으로 다닌다. 주요 항구는 항구 지역인 동부의 치타공에 있다. 다른 항구로 서쪽 챠루나 항구가 크고, 다카와 바리살, 나라양간지 등에는 규모가 큰 하항이 있다.
육상교통은 덜 발달된 상태로 국영 철도인 방글라데시 철도가 운영하는 약 2,900km 길이의 철도가 있다. 영국령 시대에 부설된 아시아에서 가장 복잡하고 오래된 철도망이 오늘날 인도와 파키스탄 및 방글라데시의 3개국에 나뉘어 있다. 방글라데시쪽의 철도는 태반이 1,000mm 게이지이다. 1960년 이후 계속적으로 전화(電化)보다는 디젤기관차를 채용하는 움직임이 강하다.
차량은 좌측통행을 하며, 대중교통 수단으로 인력거(릭샤)가 있고 바이크를 개조해 만든 2인용 베이비택시와 10인용 템포는 공해의 주범으로 퇴출중이다. 가스 자원이 풍부하므로 현재 소형 택시의 대다수는 동력으로 CNG가스를 사용하는데, 이 약자가 해당 소형차량을 부르는 명칭이 되어 CNG라 칭하기도 한다.
다카에 샤잘랄 국제공항과 치타공에 샤아마나트 국제공항이 있다. 샤잘랄 국제공항을 기반으로 하는 항공사는 비만 방글라데시 항공과 US-방글라 항공 등의 항공사가 운행하고 있다. 방콕, 콜카타 등의 지역을 운항하고 있으며, 국내선은 치타공, 조쇼르, 실렛 등을 운항하고 있지만, 불안정한 상황으로 이용객은 적다.
.

## 같이 보기
- 동벵골